# Porpentine
Porpentine Charity Heartscape é uma designer de jogos eletrônicos, artista de novas mídias, escritora e curadora de Oakland, Califórnia. Ela trabalha majoritariamente com jogos em hipertexto e ficção interativa, construídos principalmente com Twine. Recebeu uma bolsa da Creative Capital, uma comissão da Rhizome.org, e uma bolsa da Prix Net Art e do New Frontier Story Lab do Sundance Institute. Seu trabalho apareceu na Bienal Whitney de 2017. Ela trabalhou como editora do freeindiegam.es, uma curadoria de jogos gratuitos produzidos de forma independente. Ela também foi colunista da revista online de jogos para computador Rock, Paper, Shotgun.

## Design de jogos
O jogo de 2012 de Porpentine, Howling Dogs, incorpora temas de escapismo, violência e experiências religiosas, embora ela tenha declarado que está aberto a interpretações. Ela criou Howling Dogs logo depois de começar a terapia de reposição hormonal em 2012, em apenas sete dias, enquanto permanecia no celeiro reformado de um amigo. O jogo ganhou os prêmios por "Melhor história" e "Melhor redação" do XYZZY Awards de 2012. A revista Boston Phoenix nomeou o jogo como um de seus "5 melhores jogos indie de 2012".
Durante a Game Developers Conference de 2013, o designer Richard Hofmeier usou o estande que havia recebido para expor seu próprio jogo premiado, Cart Life, para mostrar o Howling Dogs de Porpentine. Hofmeier pintou com spray as palavras "Howling Dogs" no banner de seu estande e mostrou o jogo de Porpentine em vez do seu. Hofmeier afirmou que gostaria de dar maior exposição ao jogo de Porpentine.
Em 2015, ela lançou Eczema Angel Orifice, uma compilação de mais de 20 obras em hipertexto, produzidos entre 2012 e 2015. A compilação inclui jogos aclamados pela crítica, como With These We Love Alive, uma fábula queer sobre isolamento, abuso e a relação entre arte e poder; e Ultra Business Tycoon III, um vasto mundo textual disfarçado de software educativo.
Em 2016, Rhizome encomendou um trabalho de Porpentine, junto com Neotenomie e Sloane, por meio da série First Look: New Art Online, o que resultou em Psycho Nymph Exile. O trabalho inclui uma obra de hipertexto online, um livreto e adesivos. O projeto descreve a experiência de um estresse pós-traumático como uma substância física visceral, não uma força abstrata invisível.

## Trabalhos selecionados
- Howling Dogs (2012) [10][11][12][13]
- Their Angelical Understanding (2013) [19]
- Ultra Business Tycoon III (2013) [17]
- With Those We Love Alive (2014) [16]
- Everything You Swallow Will One Day Come Up Like A Stone (2014) [20]
- Neon Haze (2015) [21]
- Aria End (2015) [22]
- Psycho Nymph Exile (2016) [1][18]
- No World Dreamers: Sticky Zeitgeist (2017) [23]
- "The Decision So Many People Were Forced To Make Throughout History", Whose Future Is It? (2018)[24] (conto)

## Prêmios

### 2012
- Melhor Redação, de XYZZY, por Howling Dogs[19]
- "Banana Dourada da Discórdia" por Howling Dogs na Competição de Ficção Interativa de 2012, um prêmio concedido pelo maior desvio padrão "tanto o mais amado quanto o mais odiado".

### 2013
- Melhor Redação, de XYZZY, por Their Angelical Understanding [19]
- Reconhecimento Especial da Indiecade por Compilação Twine de Porpentine[25]
- Compilação Twine de Porpentine nomeada um dos "25 Videogames Imperdíveis" pelo Museu da Imagem em Movimento, Nova York.[26]

### 2014
- Melhor Redação e Melhor NPC, de XYZZY, por With Those We Love Alive[27]
- Mundo Mais Diferente, pela Wordplay Festival, por With Those We Love Alive[28]

### 2016
- Campos Emergentes, pela Creative Capital, por Aria End (em colaboração com Peter Burr)[22]
- Bolsa do Prêmio Otherwise[29]

### 2017
- Prix Net Art, em colaboração com Rhizome e Chronus Art Center [30]
- With Those We Love Alive and howling dogs, na Bienal de Whitney[7]
- Cyberqueen eleito um dos "35 maiores jogos de terror de todos os tempos" do AV Club[31]

### 2018
- Bolsa do New Frontier Lab do Sundance Institute [32]